# Championnats du monde de lutte 1987
Les  Championnats du monde de lutte 1987 se sont tenus du 19 au 29 août 1987 à Clermont-Ferrand pour les hommes et du 24 au 25 octobre 1987 à Lørenskog pour les femmes. 

## Hommes

### Lutte gréco-romaine
| Épreuves | Or                           | Argent                   | Bronze                    |
| -------- | ---------------------------- | ------------------------ | ------------------------- |
| 48 kg    | Mahaddin Allahverdiyev (URS) | Vincenzo Maenza (ITA)    | Lars Rønningen (NOR)      |
| 52 kg    | Pedro Roque (CUB)            | Roman Kierpacz (POL)     | Aleksandr Ignatenko (URS) |
| 57 kg    | Patrice Mourier (FRA)        | Rıfat Yıldız (FRG)       | Keijo Pehkonen (FIN)      |
| 62 kg    | Zhivko Vangelov (BUL)        | Kamandar Madzhidov (URS) | Shigeki Nishiguchi (JPN)  |
| 68 kg    | Aslaudin Abayev (URS)        | Nandor Sabo (YUG)        | Jerzy Kopański (POL)      |
| 74 kg    | Jouko Salomäki (FIN)         | Józef Tracz (POL)        | Daulet Turlykhanov (URS)  |
| 82 kg    | Tibor Komáromi (HUN)         | Roger Gössner (FRG)      | Sergey Nasevich (URS)     |
| 90 kg    | Vladimir Popov (URS)         | Sándor Major (HUN)       | Atanas Komchev (BUL)      |
| 100 kg   | Guram Gedekhauri (URS)       | Dennis Koslowski (USA)   | Vasile Andrei (ROU)       |
| 130 kg   | Igor Rostorotsky (URS)       | Tomas Johansson (SWE)    | Rangel Gerovski (BUL)     |

### Lutte libre
| Épreuves | Or                         | Argent                      | Bronze                   |
| -------- | -------------------------- | --------------------------- | ------------------------ |
| 48 kg    | Ri Jae-sik (PRK)           | Lee Sang-ho (KOR)           | Sergey Karamchakov (URS) |
| 52 kg    | Valentin Yordanov (BUL)    | Kim Yong-sik (PRK)          | Mitsuru Sato (JPN)       |
| 57 kg    | Sergey Beloglazov (URS)    | Barry Davis (USA)           | Ahmet Ak (TUR)           |
| 62 kg    | John Smith (USA)           | Khazar Isayev (URS)         | Kazuhito Sakae (JPN)     |
| 68 kg    | Arsen Fadzayev (URS)       | Geórgios Athanasiádis (GRE) | André Metzger (USA)      |
| 74 kg    | Adlan Varayev (URS)        | Dave Schultz (USA)          | Uwe Westendorf (GDR)     |
| 82 kg    | Mark Schultz (USA)         | Aleksandar Nanev (BUL)      | Vladimir Modosyan (URS)  |
| 90 kg    | Makharbek Khadartsev (URS) | Jim Scherr (USA)            | Jerzy Nieć (POL)         |
| 100 kg   | Leri Khabelov (URS)        | Vasile Pușcașu (ROU)        | Bill Scherr (USA)        |
| 130 kg   | Aslan Khadartsev (URS)     | Andreas Schröder (GDR)      | Bruce Baumgartner (USA)  |

## Femmes
| Épreuves | Or                         | Argent                    | Bronze                |
| -------- | -------------------------- | ------------------------- | --------------------- |
| 44 kg    | Brigitte Weigert (BEL)     | Anne Johnsen (NOR)        | Shoko Yoshimura (JPN) |
| 47 kg    | Anne Holten (NOR)          | Lynie van der Holst (NED) | Satomi Sugawara (JPN) |
| 50 kg    | Anne Marie Halvorsen (NOR) | Kyoko Fukuda (JPN)        | Martine Poupon (FRA)  |
| 53 kg    | Sylvie van Gucht (FRA)     | Line Johansen (NOR)       | Stine Johansen (NOR)  |
| 57 kg    | Isabelle Dourthe (FRA)     | Sylvie Maret (FRA)        | Silje Hauland (NOR)   |
| 61 kg    | Ine Barlie (NOR)           | Akiko Iijima (JPN)        | Pia Buchholtz (DEN)   |
| 65 kg    | Brigitte Herlin (FRA)      | Dorthe Pedersen (DEN)     | Kimie Hoshikawa (JPN) |
| 70 kg    | Georgette Jean (FRA)       | Rika Iwama (JPN)          | Hege Reitan (NOR)     |
| 75 kg    | Patricia Rossignol (FRA)   | Miyako Shimizu (JPN)      | Non attribuée         |